# اثر مواد نگهدارنده در محصولات کودک بر رشد هورمونی
اثر مواد نگهدارنده در محصولات کودک بر رشد هورمونی (انگلیسی: Effects of Preservatives in Childcare Products on Hormonal Development) یکی از موضوعات مهم در حوزه سلامت کودکان و مراقبت پوست است. برخی از مواد نگهدارنده معمولاً در محصولات بهداشتی و آرایشی کودک استفاده می‌شوند که ممکن است به‌عنوان مختل‌کننده‌های غدد درون‌ریز (Endocrine Disruptors) عمل کنند و تأثیر منفی بر رشد و تکامل هورمونی کودکان داشته باشند.

## مواد نگهدارنده رایج و مکانیسم اثر
مواد نگهدارنده‌ای که بیشتر در محصولات کودک به‌کار می‌روند و نگرانی‌های مرتبط با آن‌ها عبارت‌اند از:
- پارابن‌ها (Parabens): گروهی از استرهای پاراهیدروکسی بنزوات که برای جلوگیری از رشد میکروارگانیسم‌ها استفاده می‌شوند.
- فتالات‌ها (Phthalates): ترکیباتی که به‌عنوان نرم‌کننده در پلاستیک‌ها و برخی محصولات آرایشی به‌کار می‌روند.
- فرمالدئید و مشتقات آن: گاز یا ترکیباتی که به‌عنوان نگهدارنده یا ضدعفونی‌کننده استفاده می‌شوند.

این مواد از طریق پوست یا دستگاه تنفسی وارد بدن شده و می‌توانند با عملکرد هورمون‌ها تداخل کنند. آن‌ها ممکن است شبیه هورمون‌های طبیعی عمل کرده یا با گیرنده‌های هورمونی تداخل کنند که به اختلال عملکرد غدد درون‌ریز منجر می‌شود.

## اثرات بالقوه بر رشد هورمونی
مطالعات متعددی نشان داده‌اند که قرار گرفتن طولانی‌مدت کودکان در معرض این ترکیبات می‌تواند:
- تغییرات هورمونی در رشد جنسی و بلوغ ایجاد کند
- کاهش سطح تستوسترون و تغییرات در سیستم تولیدمثلی پسران
- افزایش خطر بروز مشکلات تیروئیدی و مشکلات عصبی
- اختلال در متابولیسم و افزایش احتمال چاقی و دیابت[۲]

## اهمیت حذف مواد نگهدارنده مضر در محصولات کودک
با توجه به حساسیت بالای پوست و سیستم هورمونی کودکان، استفاده از محصولات فاقد این مواد نگهدارنده به‌عنوان یک ضرورت مطرح شده است. بسیاری از تولیدکنندگان معتبر محصولات کودک، از جمله برندهای تخصصی، به حذف پارابن، فتالات و فرمالدئید توجه ویژه‌ای دارند.
استفاده از محصولات با فرمولاسیون فاقد ترکیبات اختلال‌گر هورمونی، ضمن حفظ سلامت پوست، به پیشگیری از عوارض احتمالی در بلندمدت کمک می‌کند.

## نتیجه‌گیری
آگاهی خانواده‌ها و کارشناسان بهداشتی درباره اثرات مواد نگهدارنده و انتخاب آگاهانه محصولات کودک می‌تواند نقش مهمی در محافظت از سلامت هورمونی کودکان داشته باشد. برندهایی که فرمولاسیون خود را به گونه‌ای تنظیم کرده‌اند که فاقد این مواد مضر باشند، می‌توانند به‌عنوان گزینه‌های ایمن‌تر و مسئولانه‌تر معرفی شوند.